# Gabrovnica
Gabrovnica (en serbe cyrillique : Габровница) est un village de Serbie situé dans la municipalité de Knjaževac, district de Zaječar. Au recensement de 2011, il ne comptait aucun habitant.

## Démographie
| 1948 | 1953 | 1961 | 1971 | 1981 | 1991 | 2002 | 2011 |
| ---- | ---- | ---- | ---- | ---- | ---- | ---- | ---- |
| 792  | 706  | 603  | 201  | 57   | 27   | 10   | 0    |

|  |